# Àguila de Legge
Nisaetus kelaarti és una espècie d'ocell de la família dels accipítrids (Accipitridae) que habita el sud de l'Índia i Sri Lanka. Sovint considerat una subespècie de l'àguila muntanyenca.

## Taxonomia
Segons la llista mundial d'ocells del Congrés Ornitològic Internacional (versió 12.2, juliol 2022) aquest tàxon tindria la categoria d'espècie. Tanmateix, altres obres taxonòmiques, com el Handook of the Birds of the World i la quarta versió de la BirdLife International Checklist of the birds of the world (Desembre 2019), el consideren una subespècie de l'àguila muntanyenca (Nisaetus nipalensis kelaarti).. Coneguda en anglès com "Legge's Hawk-Eagle" (àguila de Legge).